# 爪甲剥離症
爪甲剥離症（そうこうはくりしょう、英 onycholysis)とは、爪の先端を発端として、爪が爪床から剥がれてゆき、爪の白い部分が大きくなる症状のこと。女性に多く発症する。

## 原因
接触皮膚炎やカンジダ感染が原因に成ることがある。
- 細菌感染：カンジダ、乾癬、爪白癬、カンジダ
- 内分泌異常：甲状腺機能亢進症、膠原病
- 薬剤の副作用：テトラサイクリン服用と光線過敏症[1]

## 治療
原因となる疾患の治療が優先される。